# Fantasie (Kompositionsform)
Eine Fantasie oder Phantasie, auch griechisch-lateinisch Fantasia (von griechisch phantasia „Gedanke, Einfall, Einbildung“), ist ein Musikstück, das keine feste Form wie etwa die klassische Sonate aufweist. Durch diese ungebundene Form wird der emotionale und expressive Ausdruck des musikalischen Einfalls betont. Dieser Einfall soll trotz seiner schriftlichen Fixierung den Eindruck von Spontaneität vermitteln, und daher kann man im weiteren Sinne auch von einer notenschriftlich fixierten Improvisation sprechen.
Der Name Fantasia taucht in der Musik im 16. Jahrhundert auf und wird durchgängig bis heute verwendet. Eine übergreifende einheitliche musikalische Struktur ist nicht erkennbar. Seit dem ausgehenden 18. Jahrhundert ist die Fantasia ein Instrumentalstück, vor allem für die sich im Laufe des 19. Jahrhunderts bezüglich ihrer Ausdrucksmöglichkeiten weiterentwickelnden Tasteninstrumente. Die Grenzen zu ähnlichen Stücken wie Impromptu oder einem Variationensatz sind dabei fließend.

## Geschichte
Der Begriff „Fantasia“ taucht im 16. Jahrhundert erstmals als Titel eines Musikwerkes auf und bezieht sich mehr auf den fantasievollen Umgang mit dem musikalischen Material als auf eine musikalische Gattung und entsprach seinerzeit dem rein polyphonen Ricercar, das sich im 17. Jahrhundert zur Fuge weiterentwickelte. In Deutschland war es vor allem Orgelmusik, aber auch polyphone oder zumindest imitierende Elemente im Satz enthaltende Lautenmusik aus Spanien (vgl. Tiento), Frankreich und Italien (vgl. auch italienisch „canzona“ und – bei Joan Ambrosio Dalza oft von virtuosem Charakter – „tastar de corde“). Als Bezeichnung für solche Musikstücke tauchte die Fantasie zuerst in Tabulaturen des Vihuelisten Luis Milán (etwa die vierstimmigen Werke Fantasía del quarto tono und Fantasía de consonancias y redobles aus dem Jahr 1536 in der Sammlung El Maestro mit 40 Stücken mit dem Titel Fantasia in verschiedenen Tonarten), bei Luis de Narváez (etwa Fantasia del quarto tono, aus dem Jahr 1538), bei Francesco da Milano, Marco da L’Aquila und Jacobo Albutio da Milano (Giovanni Iacobo Albutio da Milano) sowie Alberto da Mantova (Alberto de Ripa) und Pietro Paolo Borrono, bei Melchior de Barberis (1549), Alonso Mudarra und Miguel de Fuenllana (Orphenica lyra, 1554) sowie Gitarrentabulaturen (von Gregor Brayssing, Quart livre de tabulature de guiterre. Paris 1553) auf. In England, wo etwa Anthony Holborne, aber auch der Komponist und Lautenist John Dowland Fantasien für die Laute komponierte (vgl. auch John Dowland #Werk), etwa in Robert Dowlands Werk Variety of Lute Lesson von 1610 belegt belegt, wurde etwa von 1573 bis 1680 die Form des Fancy (Fantasy) in der Kammermusik gepflegt. Diese Musik entwickelte sich aus dem instrumentalen Vortrag von Motetten, die imitierend und variierend mit oder ohne Gesangstimme fortgesponnen wurde. Die rein instrumentalen Fancy (Virginalkompositionen) finden sich in Sammlungen wie Fitzwilliam Virginal Book, unter anderem von William Byrd. In Frankreich gab Pierre Phalèse Fantasien mit Hortulus Cytharae (1570) von anonymen Autoren heraus.  Einen ersten Höhepunkt fand die Entwicklung in Italien mit den Fantasien von Girolamo Frescobaldi und den Kompositionen des Niederländers Jan Pieterszoon Sweelinck um 1610. Da die Imitation ein wesentliches Kompositionswerkzeug war, entstanden zahlreiche Echofantasien.
Eine bekannte Fantasia des Barockzeitalters stammt von Silvius Leopold Weiss. Im Barock waren auch Choralfantasien besonders beliebt, dessen bekanntester Vertreter im deutschsprachigen Raum Johann Sebastian Bach ist. Diese Choralfantasien traten auch in Form eines Präludiums, zum Beispiel als Vorspiel vor Bachs Leipziger Chorälen (Fantasia super: Komm, Heiliger Geist, Herre Gott) oder vor verschiedenen Fugen, oder als Toccata auf. Auch seine Inventionen und Sinfonien bezeichnete Bach in früherer Ausgabe als Fantasia (im Klavierbüchlein für Wilhelm Friedemann Bach).
Sein Sohn Carl Philipp Emanuel Bach beschreibt in seinem Versuch über die wahre Art das Clavier zu spielen von 1762, dass das Fantasieren und damit auch die Fantasie zum Spiel eines Tasteninstruments dazugehört: „Wir haben oben ausgeführt, daß ein Clavieriste besonders durch Fantasien, welche nicht in auswendiggelernten Passagien oder gestohlnen Gedanken bestehen, sondern aus einer guten musikalischen Seele herkommen müssen, das sprechende, das hurtig überraschende von einem Affecte zum anderen, alleine vorzüglich vor dem übrigen Ton-Künstlern ausüben kann“. Mit diesem ungebundenen Stil und dem Hang zu Affekten stellt er die Empfindsamkeit in den Vordergrund. Seine Fantasie in fis-Moll H.300 Wq.67 mit dem Untertitel „Carl Philipp Emanuel Bachs Empfindungen“ beginnt gebunden, d. h. mit fester Takteinteilung, aber diese fällt zwischenzeitlich weg, so dass über eine längere Passage kein Taktstrich im Notenbild vorhanden ist.
1802 definierte Heinrich Christoph Koch in seinem „Musikalischen Lexikon“ Fantasien als Musikwerke, welche sich durch die Ausdruckskraft des Komponisten auszeichnen: „Fantasie. So nennet man das durch Töne ausgedrückte und gleichsam hingeworfene Spiel der sich ganz überlassenen Einbildungs- und Erfindungskraft des Tonkünstlers, oder ein solches Tonstück aus dem Stegreife, bey welchem sich der Spieler weder an Form noch Haupttonart, weder an Beybehaltung eines sich gleichen Zeitmaaßes, noch an Festhaltung eines bestimmten Charakters, bindet, sondern seine Ideenfolge bald in genau zusammenhängenden bald in locker aneinander gereiheten melodischen Sätzen, bald auch nur in nach einander folgenden und auf mancherley Art zergliederten Akkorden, darstellet. Man giebt aber auch den Namen Fantasie wirklichen ausgesetzten Tonstücken, in welchen sich der Komponist weder an eine bestimmte Form, noch an eine ganz genau zusammenhängende Ordnung der Gedankenfolge u.v.gl. bindet, und die daher, weil das durch Genie hervorgebrachte Ideal, durch die weitere Bearbeitung zu einem strenger geordneten Ganzen, nicht das Geringste von seiner ersten Lebhaftigkeit verliert, sehr oft weit hervorstechendere und treffendere Züge enthält, als ein nach Formen und anderen nothwendigen Eigenschaften eines vollendeten Ganzen gearbeitetes Tonstück. Es verhält sich dabey wie mit den Zeichnungen in der Malerey, wo ebenfalls durch die Ausführung und vollendete Darstellung des Gemäldes nicht selten manche feinere Züge des in der Zeichnung noch vorhandenen Ideals verloren gehen.“
Ebenso wie Koch unterscheidet Gustav Schilling in seinem „Lehrbuch der allgemeinen Musikwissenschaft“ von 1840 frei fantasiert bzw. improvisiert von den gebundenen, d. h. schriftlich fixierten Fantasien: „Erhält jener augenblickliche Einfall, jenes momentane Hingeben an die Thätigkeit versetzte Einbildungskraft, in feiner Aeßerung einen mehr lyrischen Schwung, so nennen wir das dadurch entstehende Tonwerk auch wohl Fantasie. Doch muß hier eine sogenannte freie von der gebundenen oder geschriebenen Fantasie unterschieden werden.“ Über die Besetzung gibt Schilling folgende Angaben: „Gewöhnlich sind solche gebundene (geschriebene) Fantasien, eben so wie die improvisierten freien, nur für ein Instrument bestimmt, mit oder ohne Begleitung, und je nach ihrer internen und äußeren Beschaffenheit auch zu Concertstücken geeignet; doch hat man wohl schon versucht, dergleichen Tonstücke für ein ganzes Orchester, in polyphonischer Form, zu componieren, so sehr weit treffender die Sinfonien an ihrer Stelle stehen und auch nicht durch wenige glückliche Versuche verdrängt werden konnten.“
In der Zeit der Klassik finden sich Beispiele von Fantasien bei Mozart, Schubert, Schumann. Beethoven nannte 1801 die sogenannte Mondscheinsonate „Sonata quasi una Fantasia“. Sie ist Julie Guicciardi gewidmet, in die Beethoven verliebt war und von der er träumte sie zu heiraten. Hier bezieht sich die Betitelung Fantasia auch wieder auf die Expressivität der Gefühle und auf eine traumhafte Vorstellung. Diese Vorstellung ist in der Zeit der Romantik häufiger anzutreffen.
Eine andere Art der Fantasie gewinnt vor allem im 19. Jahrhundert an Bedeutung in Form von Paraphrasen, beispielsweise von Liszt oder Thalberg. Sie dienten in Zeiten, in denen Musik noch nicht technisch reproduzierbar war, aber doch häufig in bürgerlichen Familien ein Klavier vorhanden war, dazu, Musik hauptsächlich aus Opern einem größeren Publikum jenseits der Opernbühne bekannt zu machen.
An die Tradition, dass bei der Fantasia das poetische Moment die Form bestimmt, knüpft u. a. Frédéric Chopin mit seinem Fantaisie-Impromptu op. 66 von 1834 an.
Anfang des 20. Jahrhunderts setzten sich Max Reger und Ferruccio Busoni in ihren Fantasien mit Bach künstlerisch auseinander. Abgesehen von Orgelwerken wurde aber der Kompositionstitel Fantasie in der Folgezeit seltener.

## Beispiele
Alfonso Ferrabosco der Ältere: Fantasie Di sei bassi
 (um 1613–1619)
Alfonso Ferrabosco der Jüngere: Fantasie On the Hexachord à 4, VdGS Nr. 10 (um 1630)
- Gregorio Howett, Fantasia per liuto
- Jan Pieterszoon Sweelinck, Fantasia Chromatica, SwWV 258
- Johann Sebastian Bach, Fantasien und Fugen, BWV 561–563
- Johann Sebastian Bach, Chromatische Fantasie und Fuge d-Moll, BWV 903 (1717–1723)
- Georg Philipp Telemann, Zwölf Fantasien für Viola da Gamba solo, TWV 40:26–37 (1735)
- Carl Philipp Emanuel Bach, Freie Fantasie (1783)
- Carl Philipp Emanuel Bach, Freie Fantasie (1785)
- Wolfgang Amadeus Mozart, Fantasie d-Moll, KV 397
- Wolfgang Amadeus Mozart, Klavierfantasie c-Moll, KV 475
- Ludwig van Beethoven, Fantasie für Klavier, Chor und Orchester kurz Chorfantasie c-Moll, op. 80 (1808)
- Sigismund Thalberg, Fantaisie et Variations sur des differents motifs de l’opéra Euryanthe de C. M. v. Weber, op. 1
- Sigismund Thalberg, Fantaisie et Variations sur un thème ecossais, op. 2
- Sigismund Thalberg, Grande Fantaisie et Variations sur des motifs de l’opéra Norma de Bellini, op. 12
- Sigismund Thalberg, Grande Fantaisie et Variations sur deux motifs de l’opéra Don Juan de Mozart, op. 14
- Sigismund Thalberg, Grande fantaisie sur le Barbier de Séville, Opéra de Rossini, op. 63
- Franz Schubert, Wandererfantasie D 760 (1822)
- Frédéric Chopin, Fantaisie-Impromptu (1834)
- Robert Schumann, Fantasie C-Dur (1839)
- Franz Lehár, Eine Vision (Meine Jugend) (1907)
- Franz Liszt, Fantasie über Themen aus Mozarts Figaro und Don Giovanni, S. 697 (1842)
- Franz Liszt, Fantasie über ungarische Volksmelodien, S. 123 (1852)
- Max Reger, Choralfantasie über „Ein feste Burg ist unser Gott“, op. 27 (1898)
- Max Reger, Fantasie und Fuge c-Moll, op. 29 (1898)
- Max Reger, Drei Choralfantasien (Max Reger), op. 52 (1900)
- Ferruccio Busoni, Indianische Fantasie BV 264, Op.44
- Ferruccio Busoni, Fantasia nach Johann Sebastian Bach, BV 253 (1909)
- Ferruccio Busoni, Fantasia contrappuntistica, BV 256 (1910)
- Louis Vierne, 24 Pièces de fantaisie (1926/27)
- Michael Radulescu, Choralphantasie über „Da Jesu an dem Kreuze stund“ (1976)
- Michael Radulescu, „O Mensch, bewein dein Sünde groß“ (1978)
- Naji Hakim, „Fantaisie Celtique“ für Klavier und Orchester (1985)
- Fazıl Say, 3 Fantasiestücke, op. 2 (1993)
- Fazıl Say, Jazz-Fantasie über Mozarts Rondo Alla Turca, op. 5a (1993, revidiert 2003)
- Sergio Antonio del Rio, Ensueños – una Fantasía (1998)[27]
- Ludger Stühlmeyer, „Super flumina Babylonis [An den Wassern zu Babel]“. Fantasie in vier Teilen für Orgel nach einem Aquarell von Paul Klee (2019)
- Ludger Stühlmeyer, „Zehn Choralfantasien zum Weihnachtsfestkreis“ für Sopran, Violine und Orgel (2020)[28]